# Drinagh
Drinagh är en ort i republiken Irland.   Den ligger i grevskapet County Cork och provinsen Munster, i den sydvästra delen av landet, 270 km sydväst om huvudstaden Dublin. Drinagh ligger 171 meter över havet och antalet invånare är 596.
Terrängen runt Drinagh är platt åt sydost, men åt nordväst är den kuperad. Runt Drinagh är det glesbefolkat, med 17 invånare per kvadratkilometer. Trakten runt Drinagh består i huvudsak av gräsmarker.